# 臘戍機場
臘戍機場（IATA代碼：LSH，ICAO代碼：VYLS）是一座位於緬甸北部城市臘戍的機場，其主要民航業務為緬甸國內航線。由於該機場沒有設空橋，因此旅客必須以步行的方式自飛機至航廈大樓。另外，該機場也無配置X光行李檢查設備。

## 航空公司與目的地
| 航空公司   | 目的地       |
| ---------- | ------------ |
| 緬甸航空   | 黑河         |
| 薩爾溫航空 | 黑河、大其力 |

## 事故
- 1969年5月3日，緬甸聯邦航空DC-3飛機在降落過程中墜毀於臘戍機場，共造成機上6人死亡。[1]